# Davy Pröpper
David Petrus Wenceslaus Henri Pröpper (2 de setembre de 1991) és un exfutbolista professional neerlandès que jugava com a centrecampista. Va ser internacional amb l'equip nacional neerlandès.